# Marc (drank)
Marc is een Franse eau de vie du vigneron. Het is een distillaat van vergiste restanten van uitgeperste druiven inclusief steeltjes en pitten en heeft een alcoholpercentage tot 50%. De drank wordt in nagenoeg elk Frans wijnbouwgebied gemaakt.
In Italië wordt deze drank Grappa en in Spanje Orujo genoemd, in Portugal Aguardente, in Duitsland Trester, in Hongarije Törkölyen in Griekenland Tsipouro. In Peru en Chili is de naam Pisco.